# Noboru Sugimura
Noboru Sugimura (杉村 升 Sugimura Noboru?, 28 de junio de 1948 – 25 de febrero de 2005) fue un escritor japonés de televisión y videojuegos conocido por su trabajo en Metal Hero, Super Sentai, Resident Evil, Dino Crisis y Onimusha.

## Carrera
Estudió con Ei Ogawa, uno de los principales escritores de la serie de televisión japonesa de drama criminal Taiyō ni Hoero!, donde Sugimura también fue contratado en 1975, lo que fue su primer trabajo como escenógrafo. Comenzando su propio negocio, se convirtió en el escritor principal de Sukeban Deka y la seria Metal Hero, y más tarde creó escenarios para Seibu Keisatsu, Lupin III Parte II, Hadaka no Taishō y Kamen Rider Black.
Gran admirador de Resident Evil de Shinji Mikami, Sugimura se involucró con Capcom cuando le presentaron a Yoshiki Okamoto durante la producción de Resident Evil 2. Consultado inicialmente como prueba, terminó escribiendo la historia completa del juego y, junto con Okamoto y otros dos, cofundó el ahora desaparecido estudio de escritores de Capcom Flagship en abril de 1997 y más tarde trabajaría en otros títulos de Capcom como Clock Tower 3, Dino Crisis 2, Dino Stalker, Dino Crisis 3 y las tres primeras entregas principales de la serie Onimusha.
Sugimura murió en 2005. Yoshiki Okamoto, quien mientras tanto fundó Game Republic, dijo: «Era una persona extremadamente enérgica, y pensé que viviría mucho más que yo. [...] Recientemente le había pedido que hiciera un nuevo guion para un próximo juego de Game Republic y tenía muchas ganas de volver a trabajar con él».